# 交響曲第77番 (ハイドン)
交響曲第77番 変ロ長調 Hob. I:77 は、フランツ・ヨーゼフ・ハイドンが作曲した交響曲。

## 概要
第76番や第78番と同様に、実現しなかったイギリスでの演奏旅行のために1782年に作曲された3曲の交響曲（これらは『イギリス交響曲』とも呼ばれている）の一つであり、特に本作は3曲の中でも最も優れた作品であると評価する向きもある。

## 編成
フルート、オーボエ2、ファゴット、ホルン2、弦五部。

## 曲の構成
全4楽章、演奏時間は約20分。
- 第1楽章 ヴィヴァーチェ
変ロ長調、2分の2拍子（アラ・ブレーヴェ）、ソナタ形式。

ハイドンの交響曲では第2主題がはっきりしないことが多いが、この曲には華やかな第1主題と、対照的に穏やかな第2主題が登場する。展開部では第1主題が激しく展開したのち、全休止を挟んで第2主題が展開される。再現部では第2主題が出た後、提示部とは異なる進行をたどる。

- 第2楽章 アンダンテ・ソステヌート
ヘ長調、8分の3拍子、変奏曲の要素を含む三部形式。
冒頭で弱音器をつけたヴァイオリンによって優雅な旋律が演奏され、チェロが弓奏、コントラバスがピッツィカートで伴奏を演奏する。

- 第3楽章 メヌエット：アレグロ - トリオ
変ロ長調、4分の3拍子。
賑やかなメヌエットは、途中で変なところにアクセントが置かれて転びそうになる。ハイドンの他のメヌエットにもしばしば見られるが、トリオ部分はレントラー風の素朴な曲になっている。

- 第4楽章 フィナーレ：アレグロ・スピリトーソ
変ロ長調、4分の2拍子、ロンドソナタ形式（単一主題のソナタ形式とも解釈される）。
単純な旋律に始まるが、短い展開部で対位法的に発展する。ハイドンは後に第103番『太鼓連打』などで終楽章にロンドソナタ形式を多用する。